# Slatina, Loznica
Slatina (izvirno srbsko Слатина) je naselje v Srbiji, ki upravno spada pod Mesto Loznica; slednje pa je del Mačvanskega upravnega okraja.

## Demografija
V naselju živi 174 polnoletnih prebivalcev, pri čemer je njihova povprečna starost 45,0 let (44,7 pri moških in 45,3 pri ženskah). Naselje ima 78 gospodinjstev, pri čemer je povprečno število članov na gospodinjstvo 2,74.
To naselje je popolnoma srbsko (glede na rezultate popisa iz leta 2002).
|  |

| Demografija | Demografija     | Demografija     |
| Leto        | Št. prebivalcev | Št. prebivalcev |
| ----------- | --------------- | --------------- |
|             |                 |                 |
|             |                 |                 |
|             |                 |                 |
|             |                 |                 |
| 1948        | 394             |                 |
| 1953        | 408             |                 |
| 1961        | 391             |                 |
| 1971        | 319             |                 |
| 1981        | 274             |                 |
| 1991        | 287             | 228             |
| 2002        | 269             | 214             |
|             |                 |                 |

| Etnična sestava po popisu iz leta 2002 | Etnična sestava po popisu iz leta 2002 | Etnična sestava po popisu iz leta 2002 | Etnična sestava po popisu iz leta 2002 | Etnična sestava po popisu iz leta 2002 |
| -------------------------------------- | -------------------------------------- | -------------------------------------- | -------------------------------------- | -------------------------------------- |
| Srbi                                   | Srbi                                   |                                        | 214                                    | 100,0%                                 |
| Neznano                                | Neznano                                |                                        | 0                                      | 0,0%                                   |